# Западный Коулун (вокзал)
Гонконгский вокзал «Западный Коулун»  (англ. Hong Kong West Kowloon Railway Station; кит. трад. 香港西九龍站, упр. 香港西九龙站, пиньинь Xiānggǎng Xī Jiǔlóng Zhàn, палл. Сянган Си Цзюлун Чжань, аббревиатура WKS) — конечная станция гонконгского участка скоростной железной дороги Гуанчжоу — Шэньчжэнь — Гонконг. Расположена в районе Джордан (округ Яучимвон), в южной части полуострова Цзюлун (Коулун).
Полуподземный вокзал «Западный Коулун» является единственной станцией на гонконгской участке дороги (следующая станция расположена в районе Футянь города Шэньчжэнь). С континентальным участком дороги вокзал соединён специальным тоннелем. Подрядчиком и оператором вокзала является гонконгская транспортная компания MTR Corporation.

## География
Вокзал Западный Коулун расположен в районе Джордан (округ Яучимвон). С юга территория вокзала ограничена улицей Остин-роуд, за которой начитается культурный район Западный Коулун (West Kowloon Cultural District) — обширный кластер различных культурных и развлекательных учреждений Гонконга. В шаговой доступности от вокзала расположен театральный комплекс Xiqu Centre.
С востока к вокзалу примыкают высотные жилые комплексы The Austin и Grand Austin, с севера станция ограничена улицей Джордан-роуд, а с востока к ней примыкает жилой комплекс Union Square, а именно — башни The Arch, The Waterfront и The Sorrento.
С восточной стороны от вокзала находится станция метро Остин (Западная линия), с западной — станция метро Коулун (линии Тунчхун и Аэропорт-Экспресс). С севера, на другой стороне Джордан-роуд, расположена автобусная станция вокзала Западный Коулун. Система пешеходных переходов соединяет зал ожидания вокзала с садами на крыше, обеими станциями метро, а также с автобусной станцией, театром Xiqu Centre и торговым центром Elements, расположенным в центре Union Square.

## История

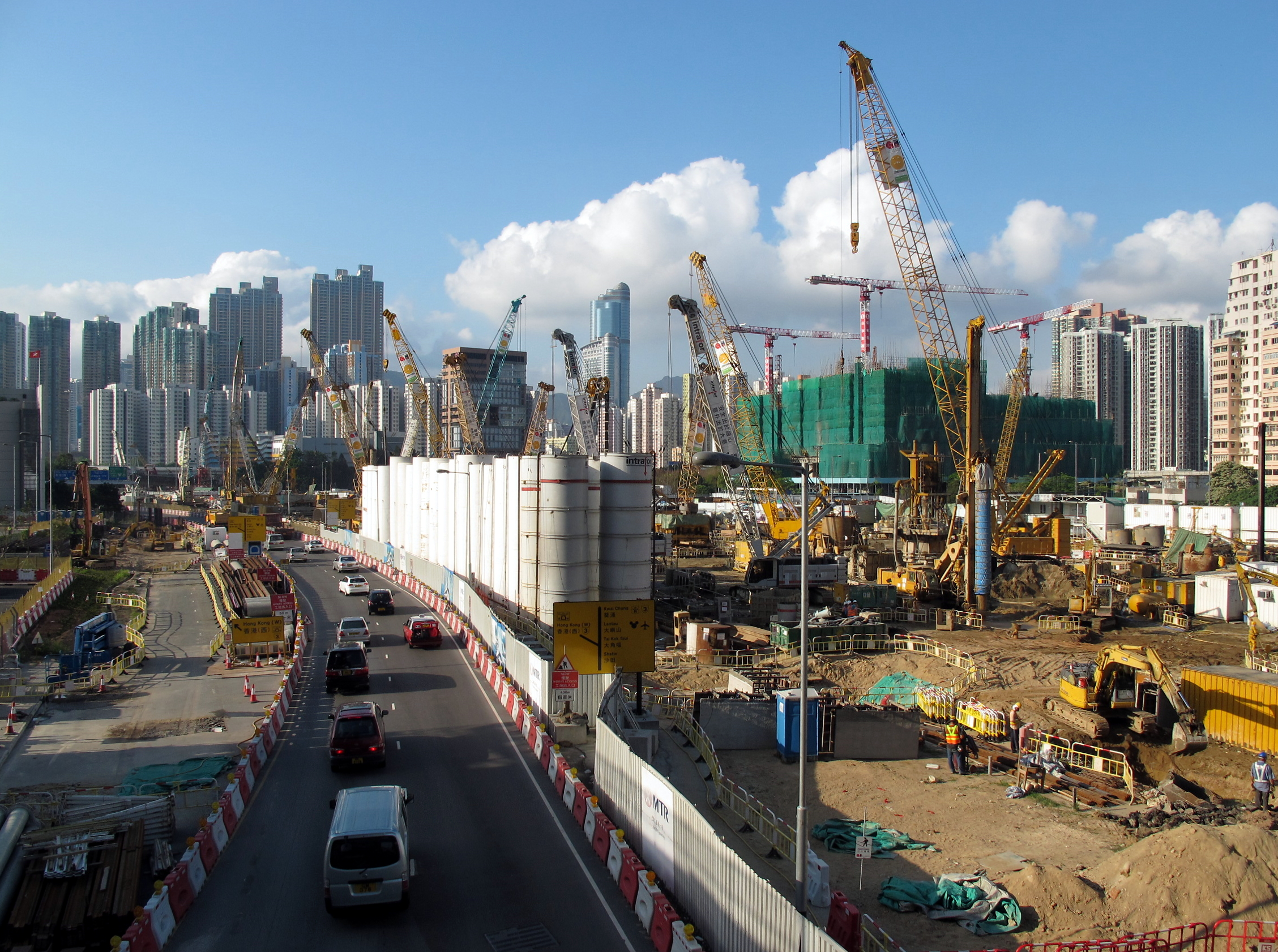
Строительство вокзала. 2011 год

Строительно-монтажные работы на месте будущего железнодорожного вокзала начались в 2009 году. Проект строительства вокзала Западный Коулун был разделён на две части: на северной площадке работали австралийская компания Leighton Contractors (подразделение немецкой группы Hochtief) и гонконгская компания Gammon Construction, а на южной площадке — британская компания Laing O'Rourke, китайская компания HCCG и гонконгская компания Paul Y. Engineering.
Изначально открытие вокзала Западный Коулун планировалось на 2012 год, однако после катастрофического столкновения поездов в Вэньчжоу высокоскоростные магистрали Китая подверглись масштабной проверке и ввод в эксплуатацию вокзала перенесли на 2015 год. 30 марта 2014 года в строящихся тоннелях произошло сильное наводнение, повредившее почти все бурильные машины, что вынудило MTR Corporation ещё раз перенести дату открытия.
Официальное открытие вокзала состоялось 4 сентября 2018 года, а с 23 сентября 2018 года началось регулярное движение скоростных поездов в континентальный Китай. Общие инвестиции в вокзал и железнодорожную инфраструктуру составили 10,75 млрд долларов США, расчётная пропускная способность станции — свыше 80 тыс. пассажиров в день. Вокруг вокзала разбит небольшой городской парк с фонтанами и прогулочной зоной.
В январе 2025 года были официально запущены высокоскоростные железнодорожные маршруты в Сиань и Ухань.

## Структура
Вокзал Западный Коулун имеет V-образную форму, он состоит из четырёх подземных и трёх наземных этажей. На первом наземном этаже находятся главный зал ожидания в виде атриума, багажное отделение, проходы к автобусной станции и стоянке такси. На втором наземном этаже расположены проходы к пешеходным мостам, ведущим к станциям метро Остин и Коулун; на верхнем этаже — «Небесный коридор» и смотровая площадка. На первом подземном этаже находятся билетные кассы и зона высадки из такси; на втором подземном — зал прибытия пассажиров, зона посадки в такси и подземный переход на станцию метро Остин; на третьем подземном — зал отправления пассажиров, зона таможенного контроля, зона беспошлинной торговли и зона общественного питания. На самом нижнем этаже расположены девять платформ для приёма поездов дальнего следования и шесть платформ для приёма региональных поездов. Платформы для поездов дальнего следования расположены в восточной части вокзала и способны принимать составы с 16 вагонами. Все платформы оборудованы лифтами и эскалаторами.
Платформы для приёма региональных поездов расположены в западной части вокзала и способны принимать составы с 8 вагонами. Эти платформы также оборудованы лифтами и эскалаторами. Все пассажиры при посадке проходят иммиграционный и таможенный контроль, что позволяет поездам не останавливаться на границе Гонконга и Китая. Все платформы и выходы с вокзала оборудованы средствами, позволяющими свободно передвигаться людям с ограниченными физическими возможностями.
Ежедневно с вокзала в континентальный Китай отходит более ста составов. С платформ для региональных поездов отправляются составы в соседнюю провинцию Гуандун (города Шэньчжэнь, Дунгуань и Гуанчжоу), а с платформ для приёма поездов дальнего следования — составы в Пекин, Шицзячжуан, Чжэнчжоу, Ухань, Чанша, Шанхай, Ханчжоу, Нинбо, Фучжоу и Сямынь (следуют по высокоскоростной линии Пекин — Гонконг и по высокоскоростной линии Шанхай — Шэньчжэнь).
Вокруг атриума расположены билетные автоматы, многочисленные рестораны и магазины. С автовокзала, примыкающего к вокзалу Западный Коулун, большие автобусы и пассажирские микроавтобусы следуют в Куньтхон, Сатхинь, Юньлон, Истерн и аэропорт. На крышах вокзала и соседней автобусной станции разбиты городские сады с прогулочными дорожками. По пешеходным переходам можно попасть из садов на крыше в парк культурного района Западный Коулун (West Kowloon Cultural District).
Огромные стены вокзала состоят из более чем 4000 стеклянных панелей неправильной формы, которые увеличивают поступление естественного освещения и экономят потребление электроэнергии. Искривлённый потолок изготовлен с применением 8000 тонн стали. Структуру атриума поддерживают девять пар крупных колонн различной высоты. Самая высокая колонна достигает 45 метров от этажа B3 до потолка. Некоторые залы вокзала украшены ценными произведениями искусства.

## Зона континентального порта

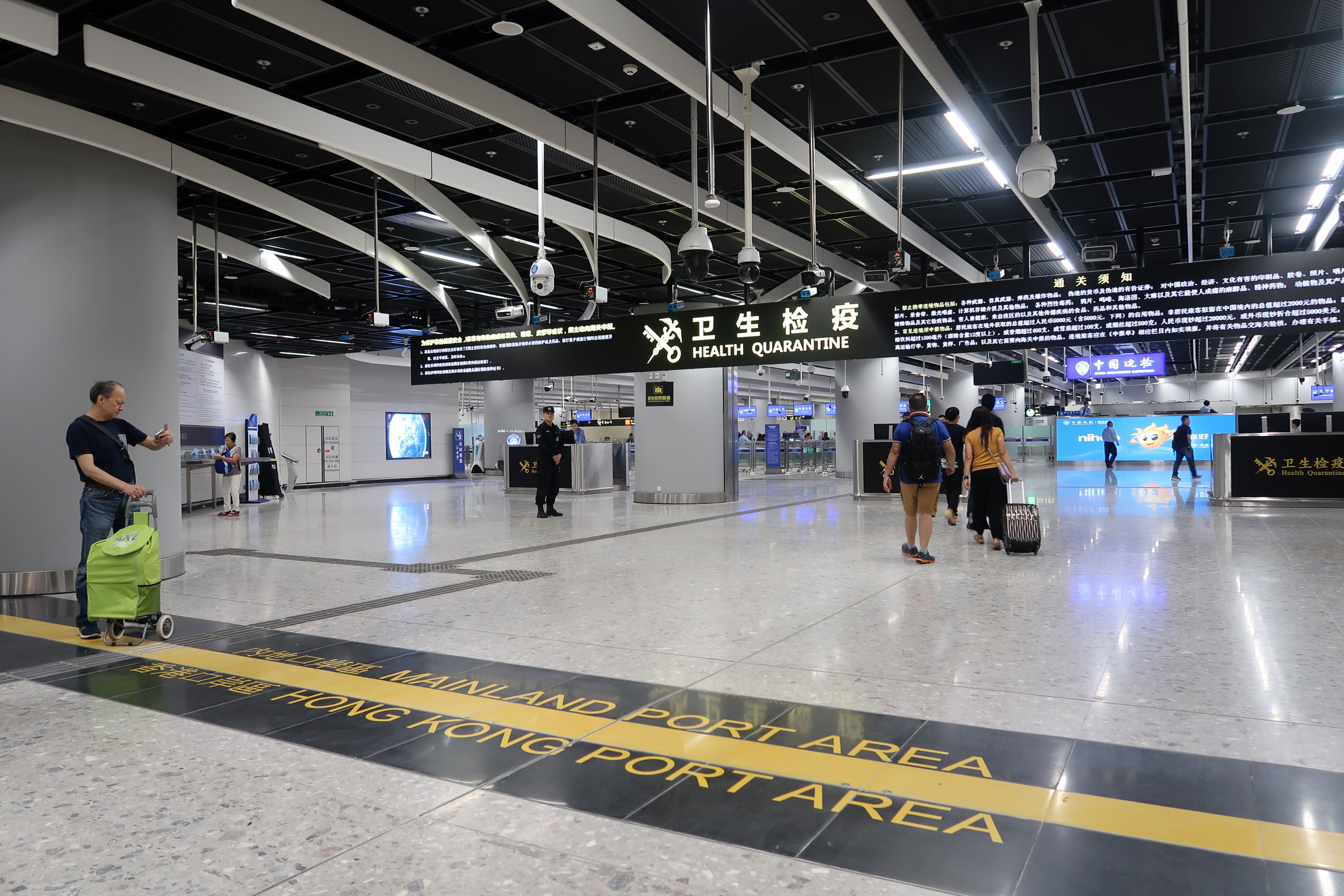
Граница между китайской и гонконгской зонами вокзала

Зона  континентального порта (Mainland Port Area) — это территория внутри станции, которая относится к юрисдикции континентального Китая и служит КПП между континентальным Китаем и Гонконгом. В неё входят определённые зоны на этажах и платформах, проходы и эскалаторы между ними, зал ожидания и офисные помещения, пассажирские вагоны поездов. На этой территории, фактически имеющей экстерриториальный статус, власти Китая осуществляют иммиграционный, таможенный и карантинный контроль пассажиров и их багажа. Сотрудники китайской железнодорожной полиции и таможни не имеют никаких служебных полномочий за пределами зоны порта. Полномочия китайских властей распространяются только на правоохранительные функции и не затрагивают имущественные и другие права MTR Corporation и властей Гонконга. Правительство Гонконга сдаёт Mainland Port Area китайским властям за символическую плату в 1 000 HK$ в год.
На остальной территории вокзала действует законодательство Гонконга, где власти Гонконга осуществляют иммиграционный, таможенный и карантинный контроль пассажиров и их багажа. Соглашение о «Зоне порта континентального Китая» было подписано властями Гонконга и Гуандуна 18 ноября 2017 года. Это соглашение вызвало недовольство среди демократических партий Гонконга, усмотревших в нём нарушение суверенитета САР.

## Галерея

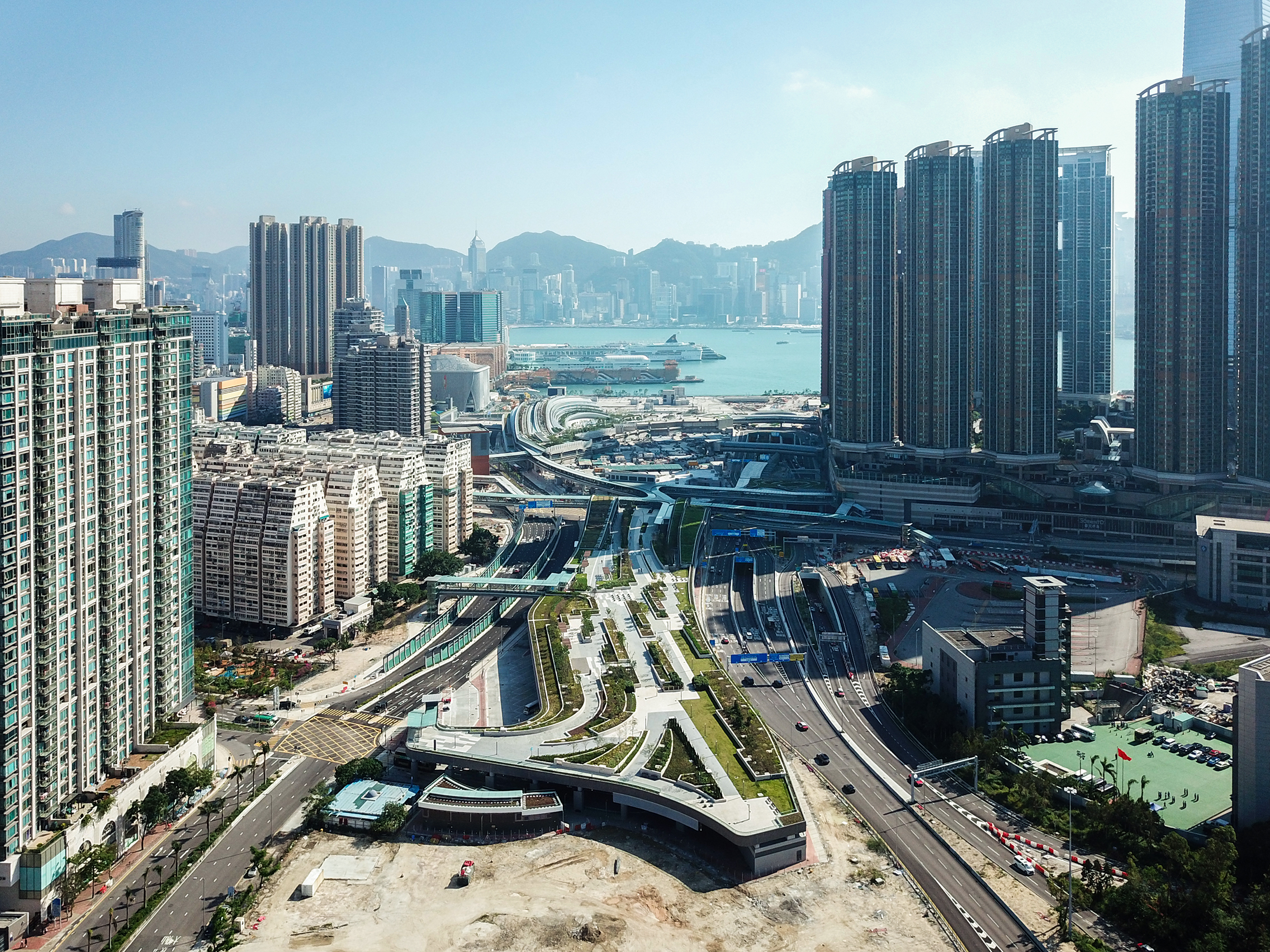
Вид на автостанцию и вокзал с севера
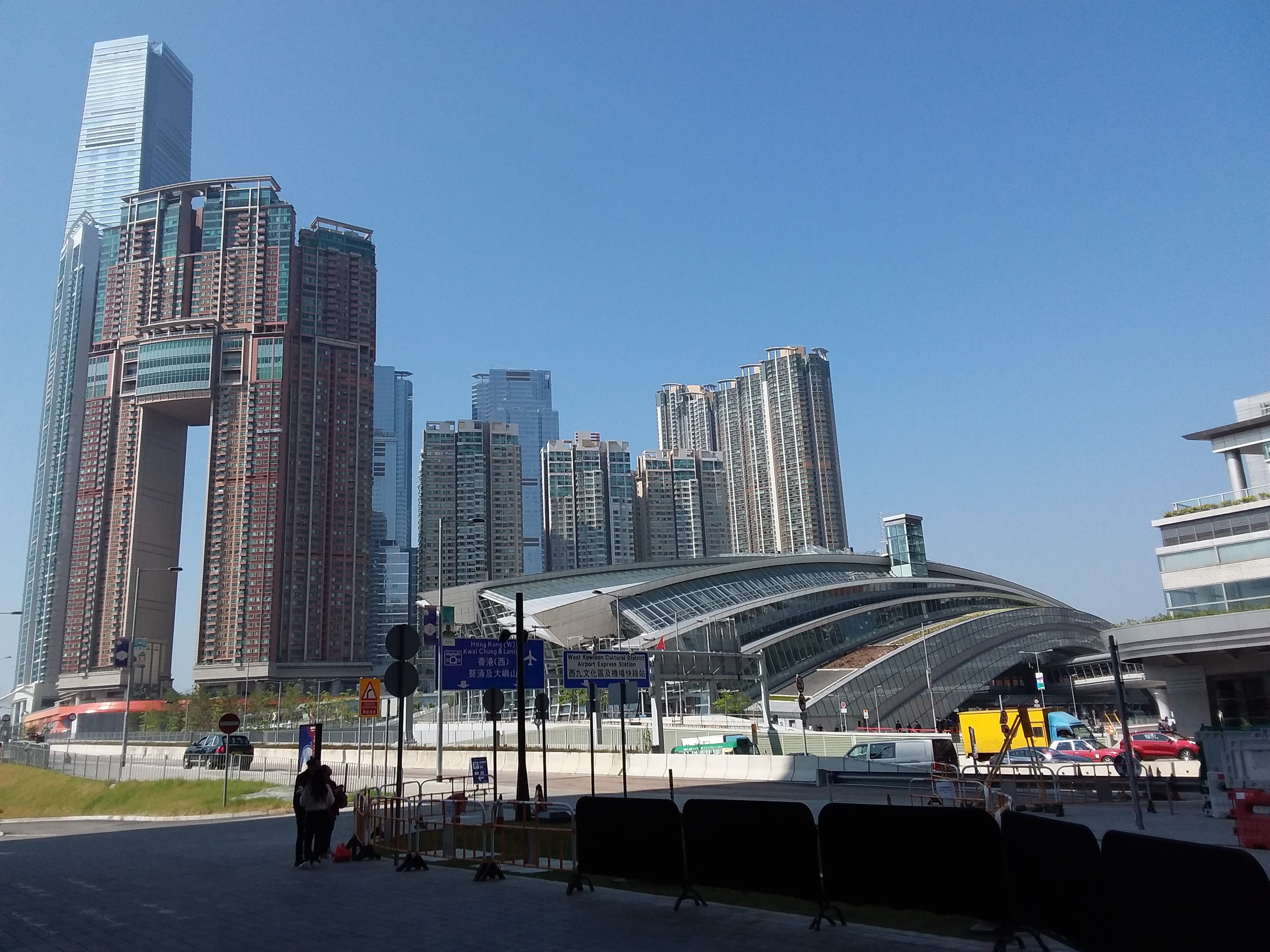
Восточный фасад вокзала
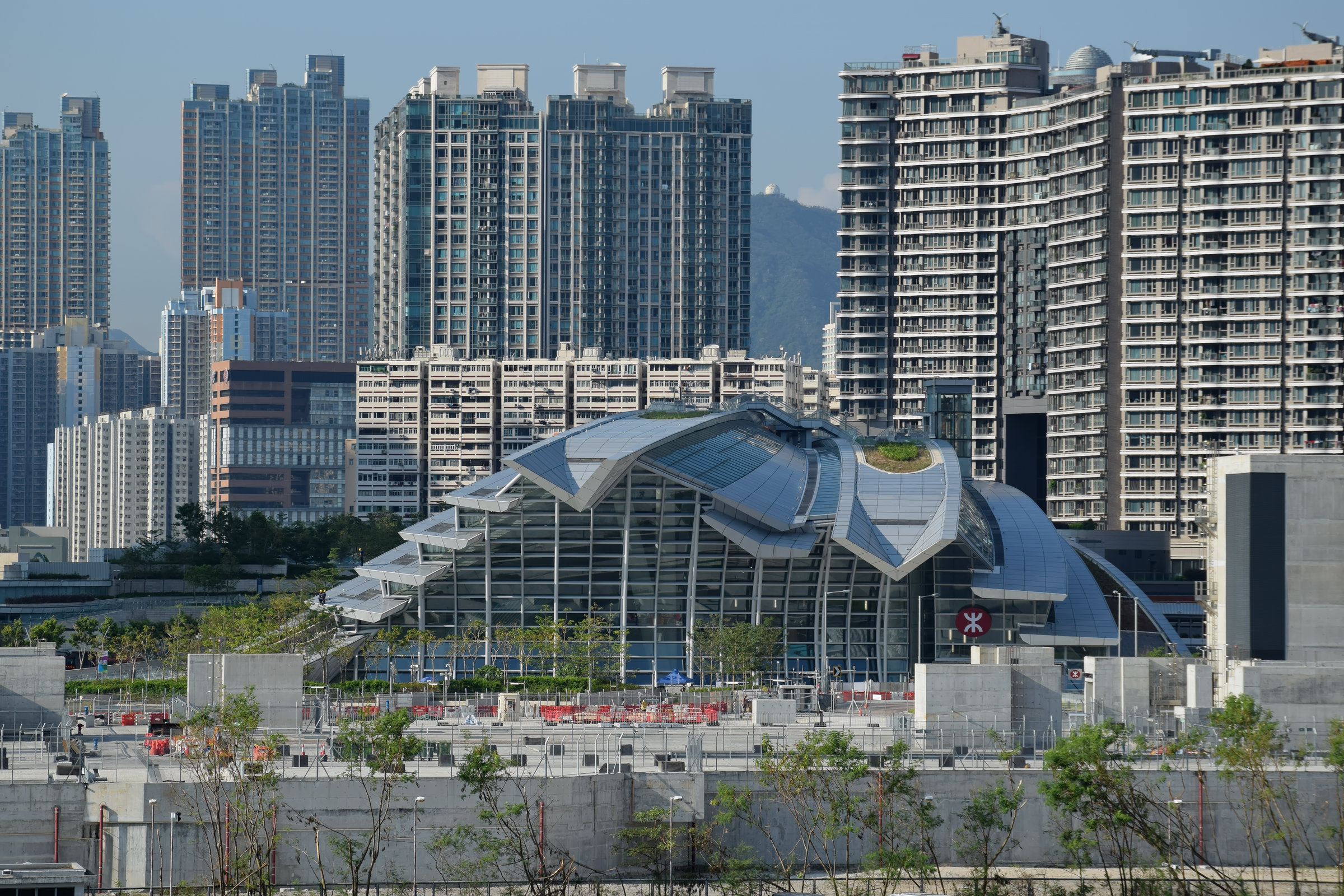
Южный фасад вокзала
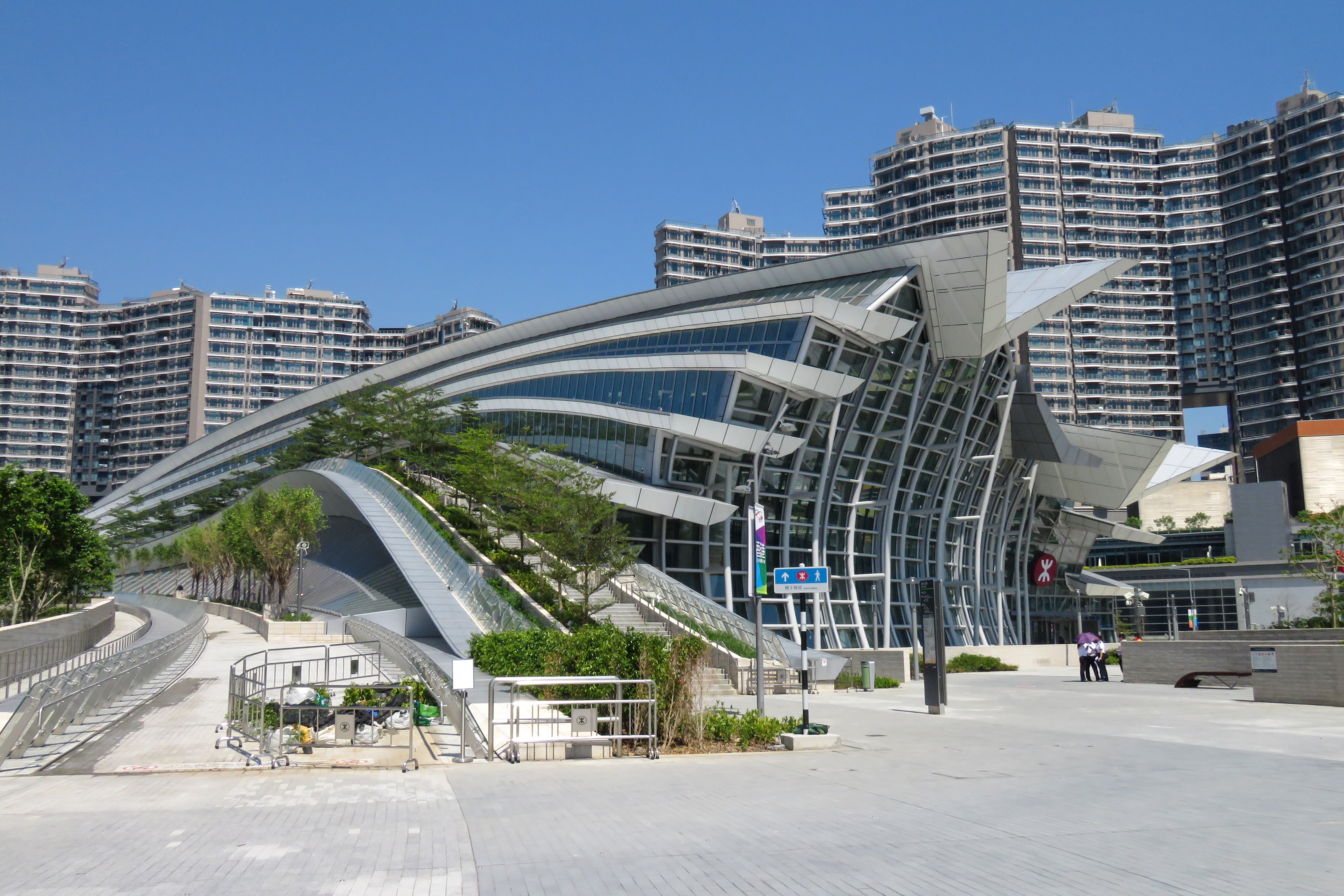
Западный фасад вокзала
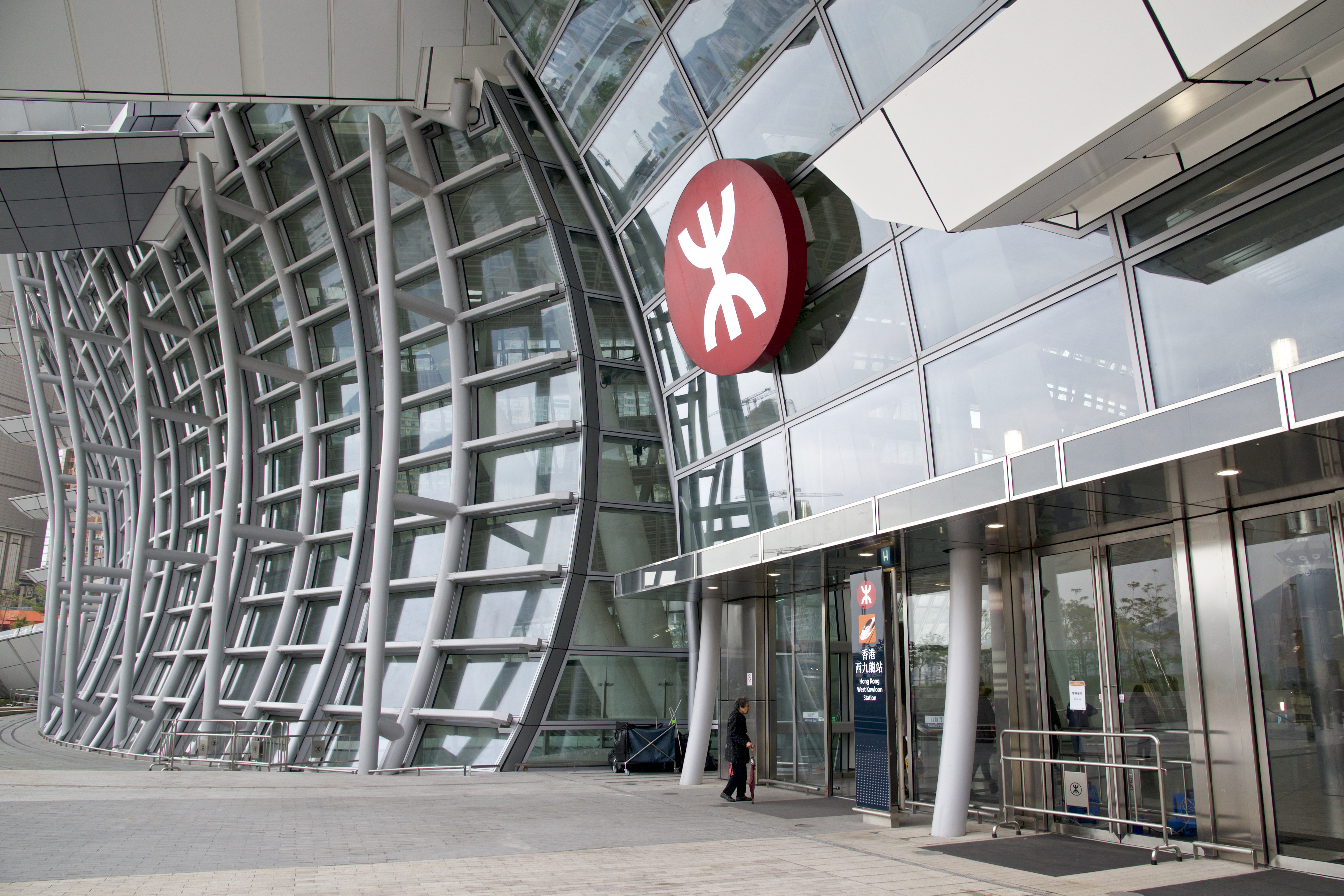
Один из входов
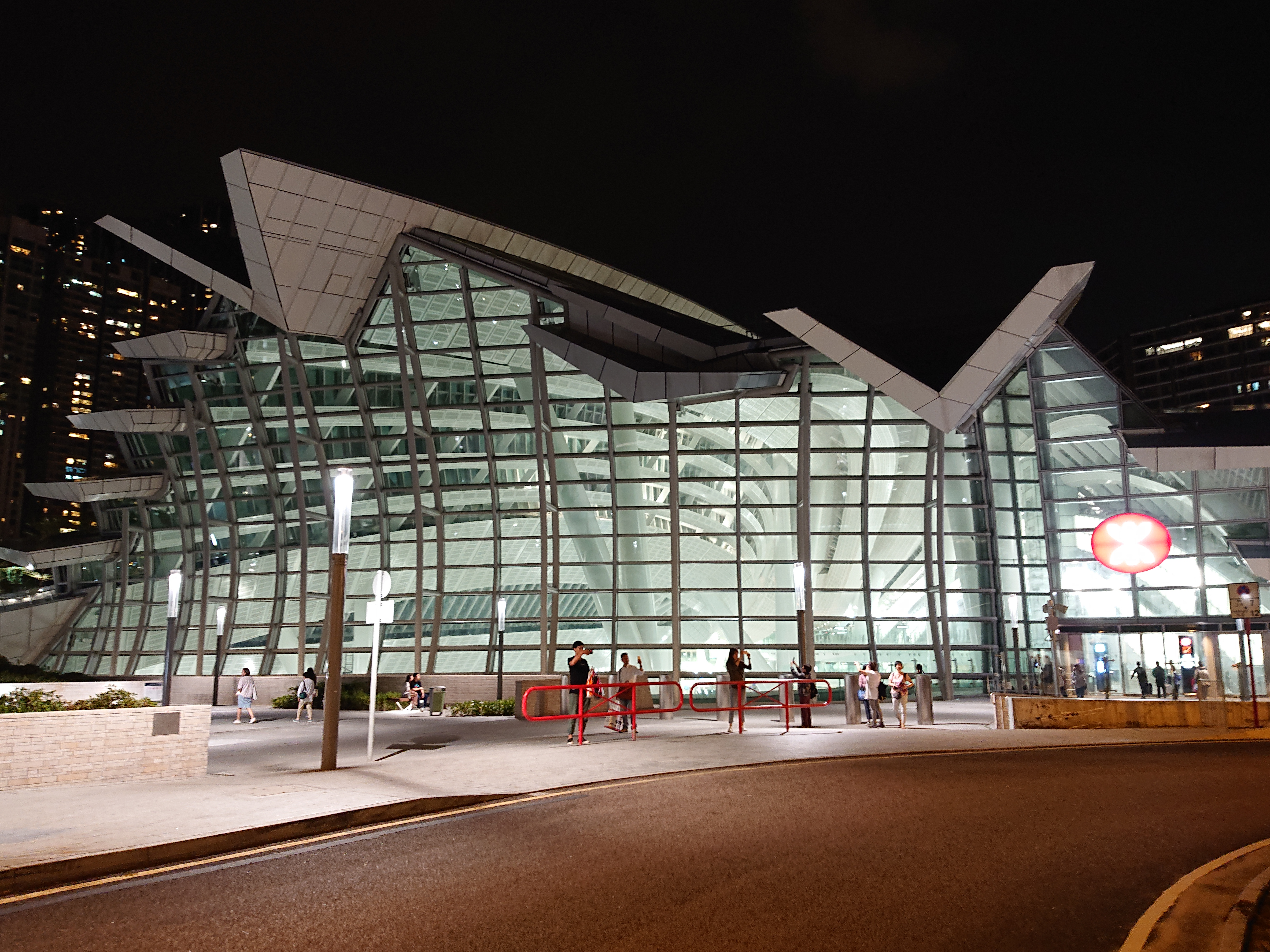
Южный фасад ночью
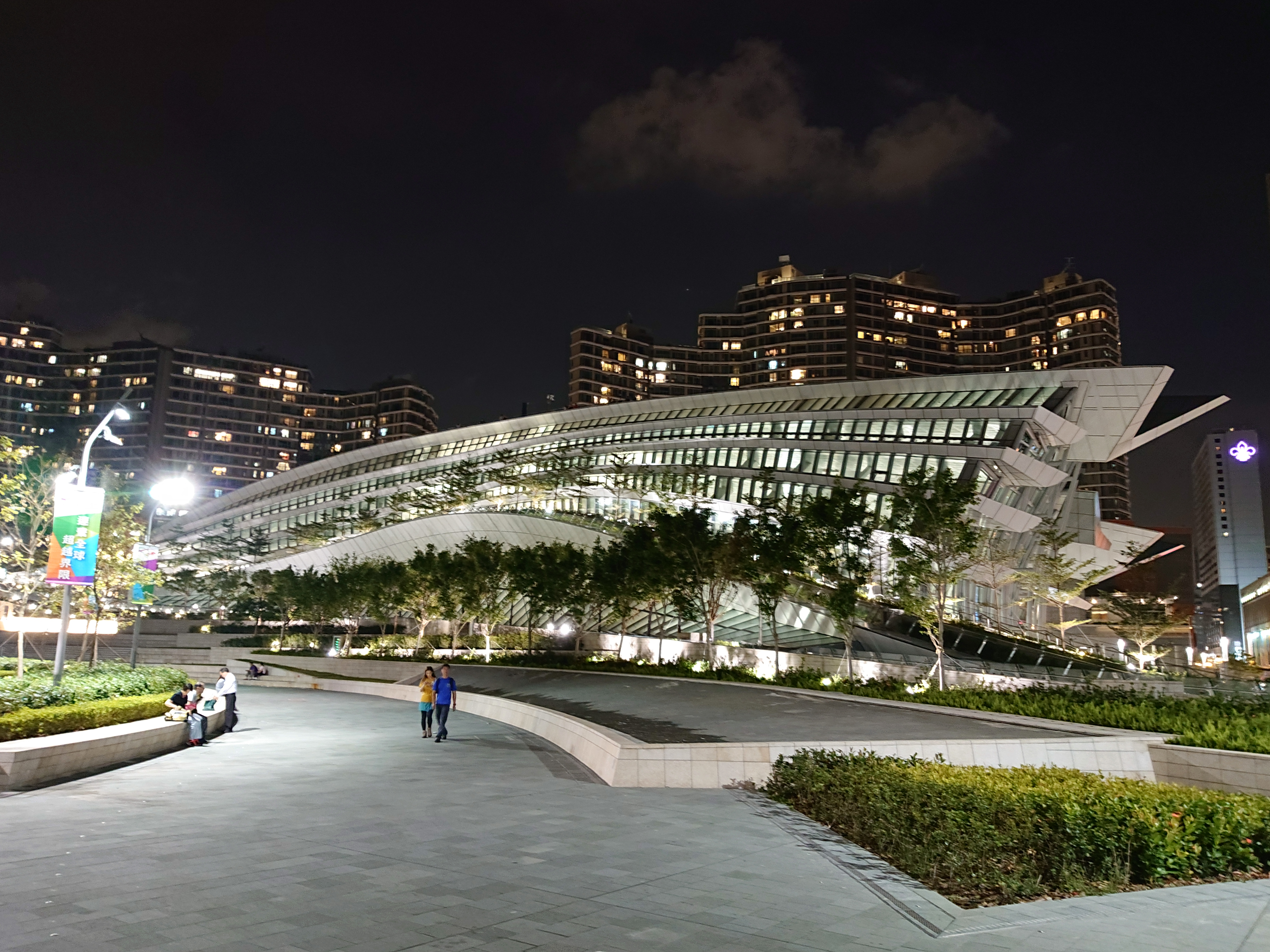
Западный фасад ночью
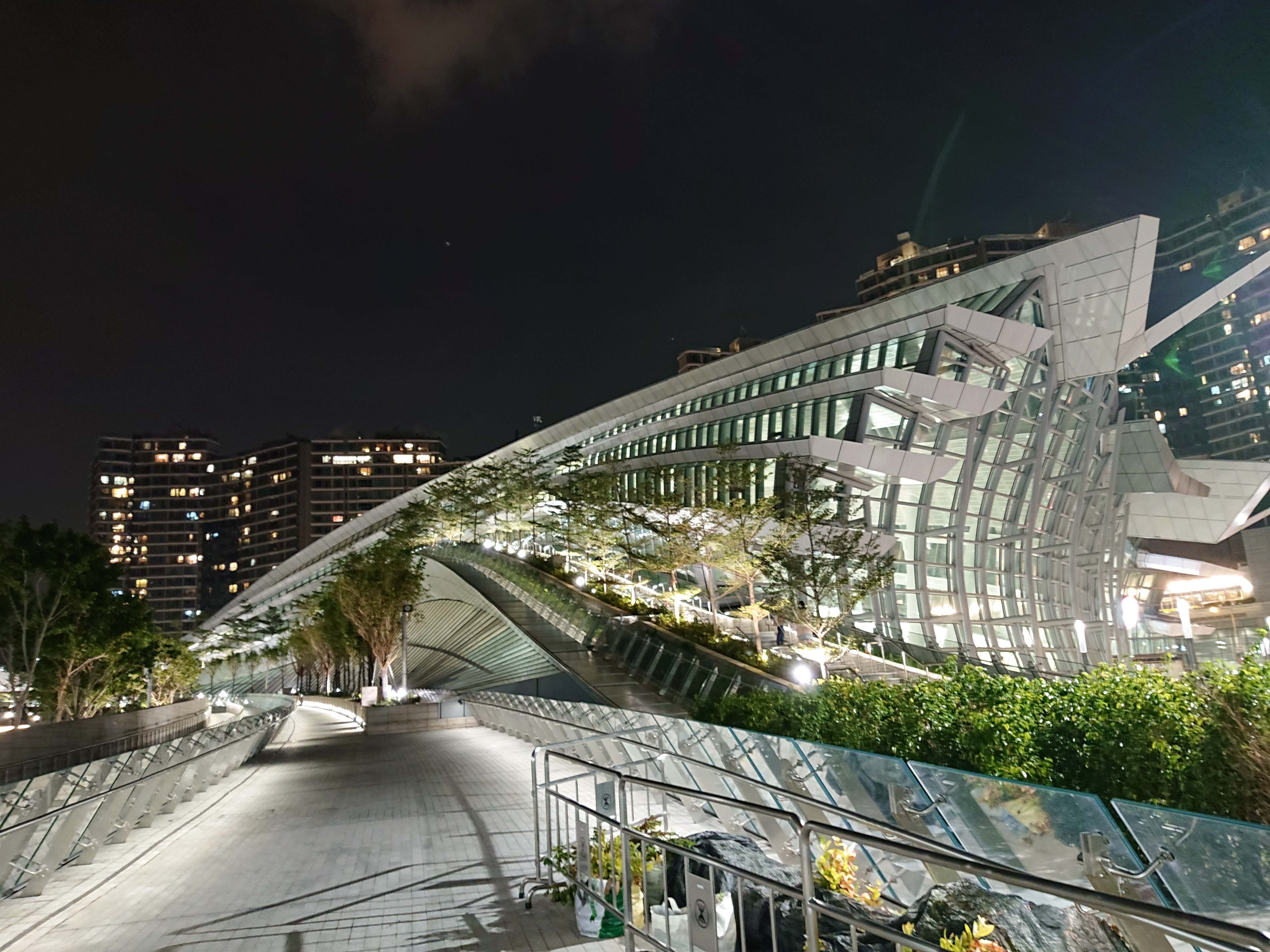
Западный фасад ночью
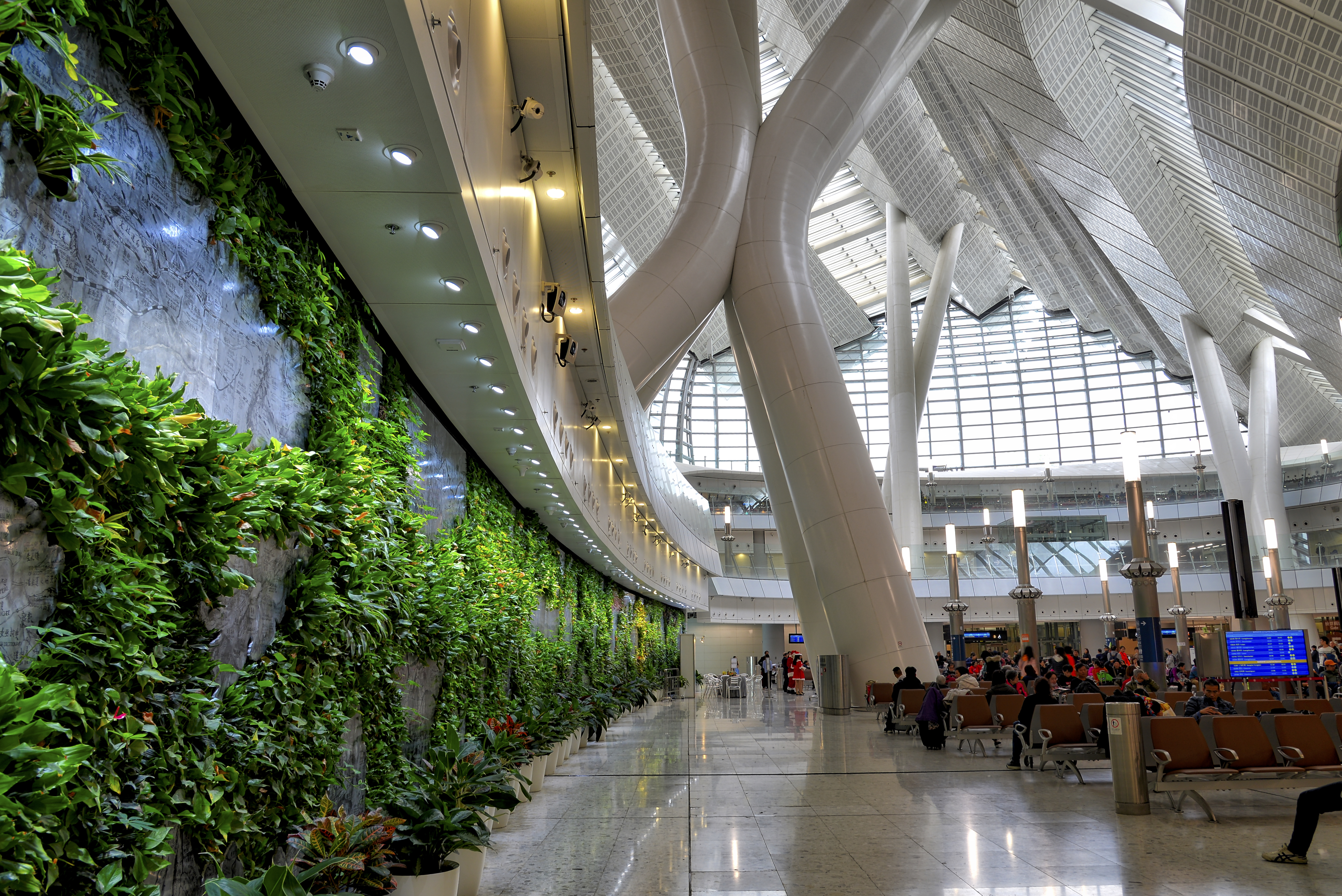
Главный зал
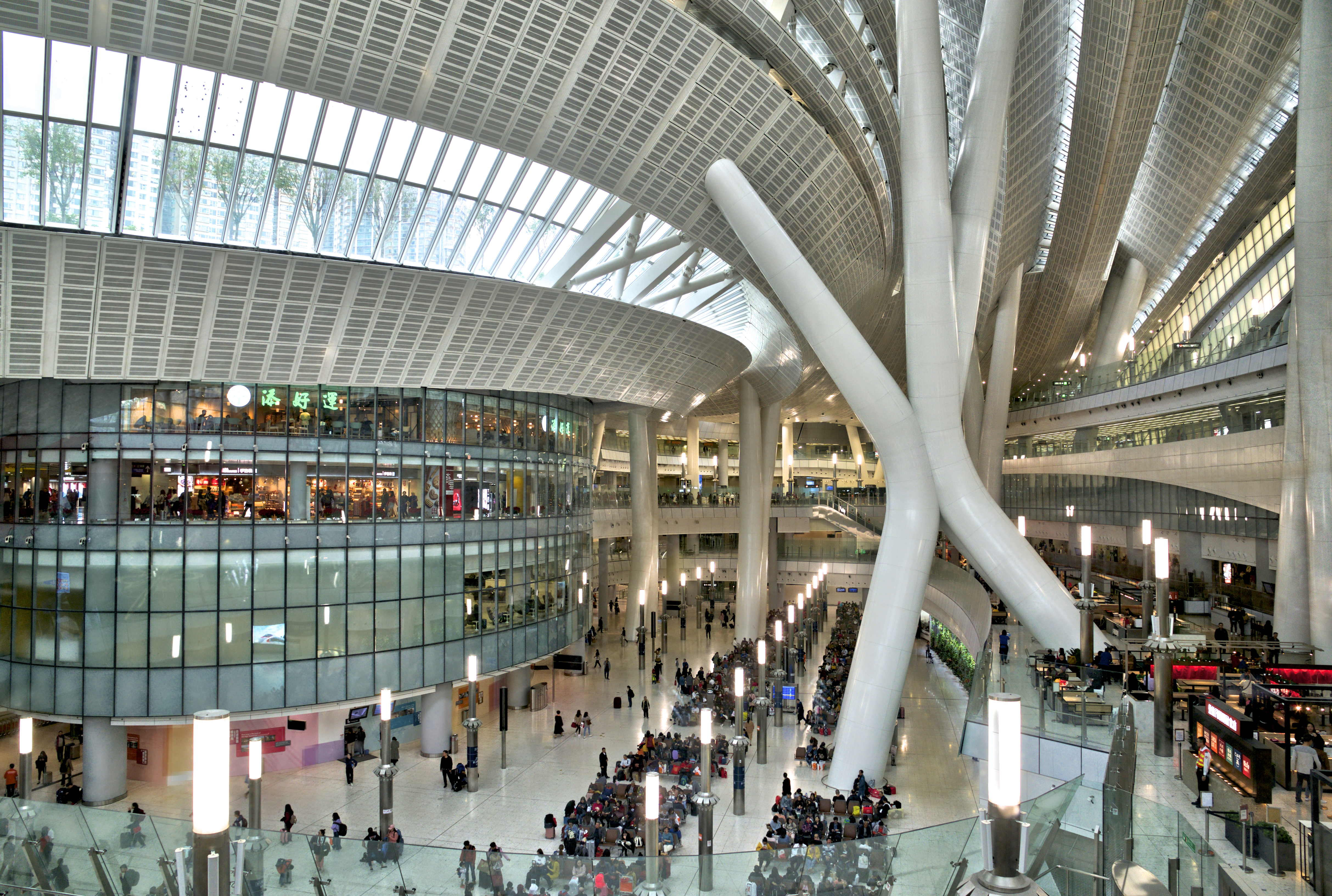
Главный зал
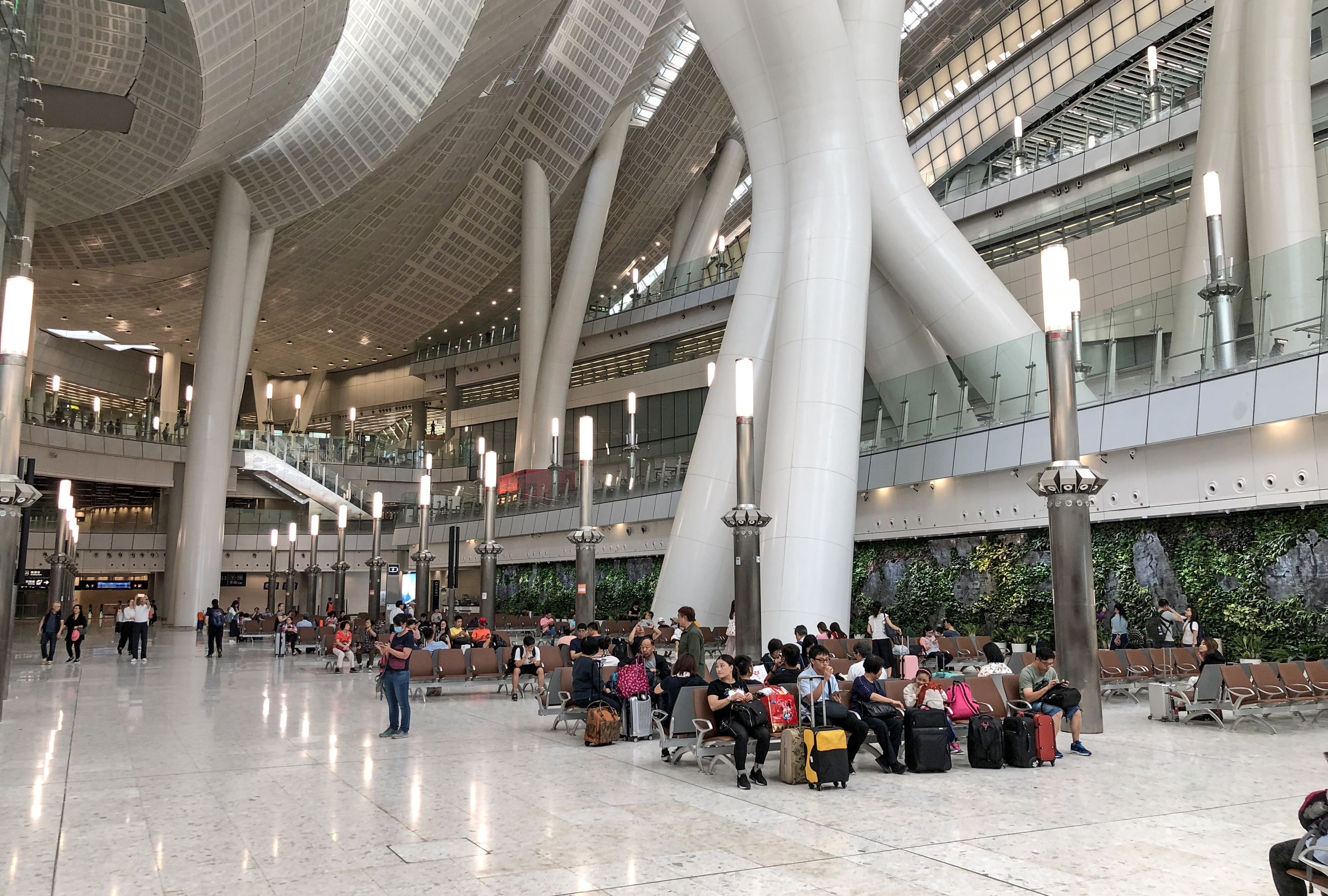
Главный зал
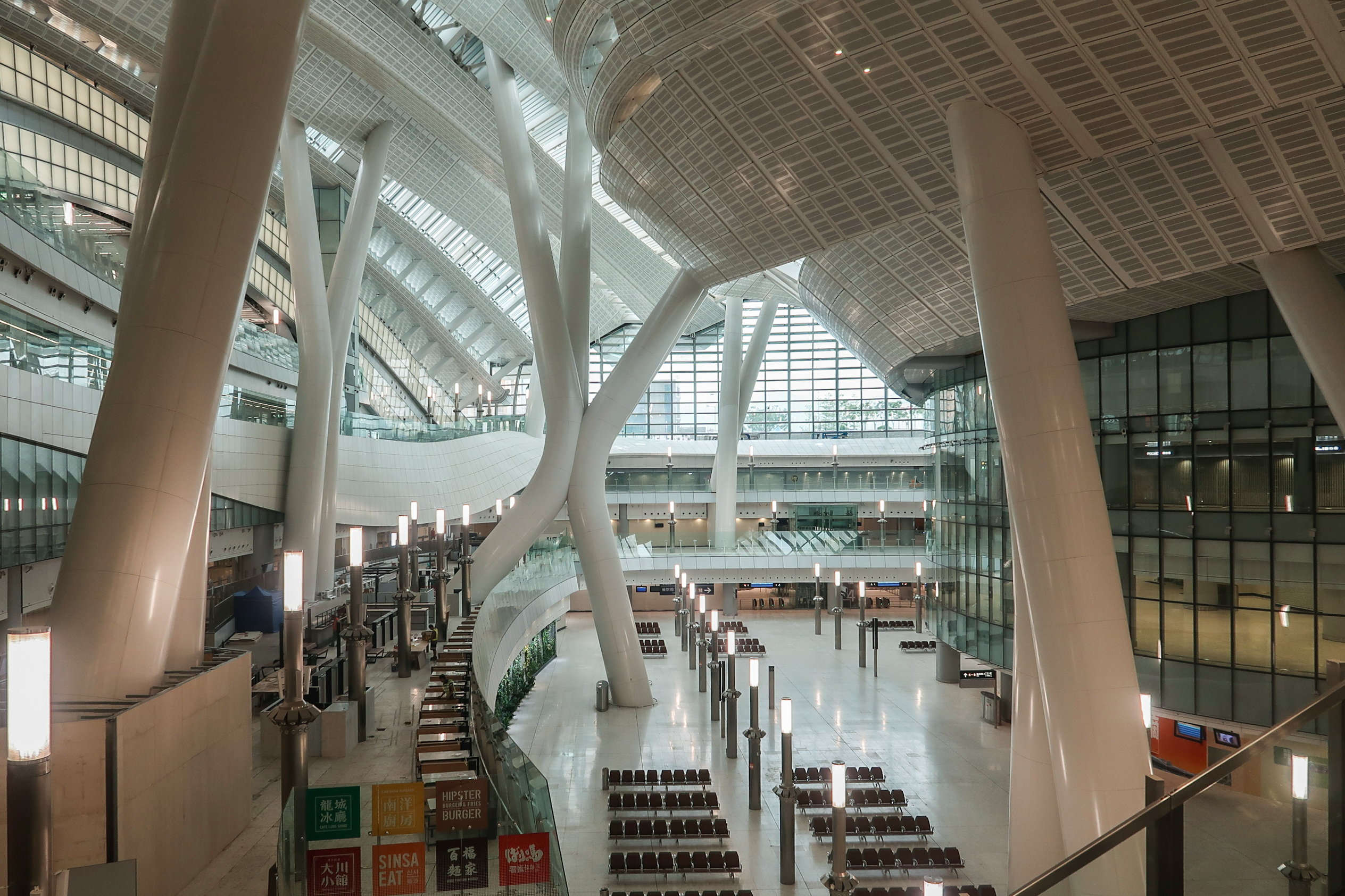
Главный зал
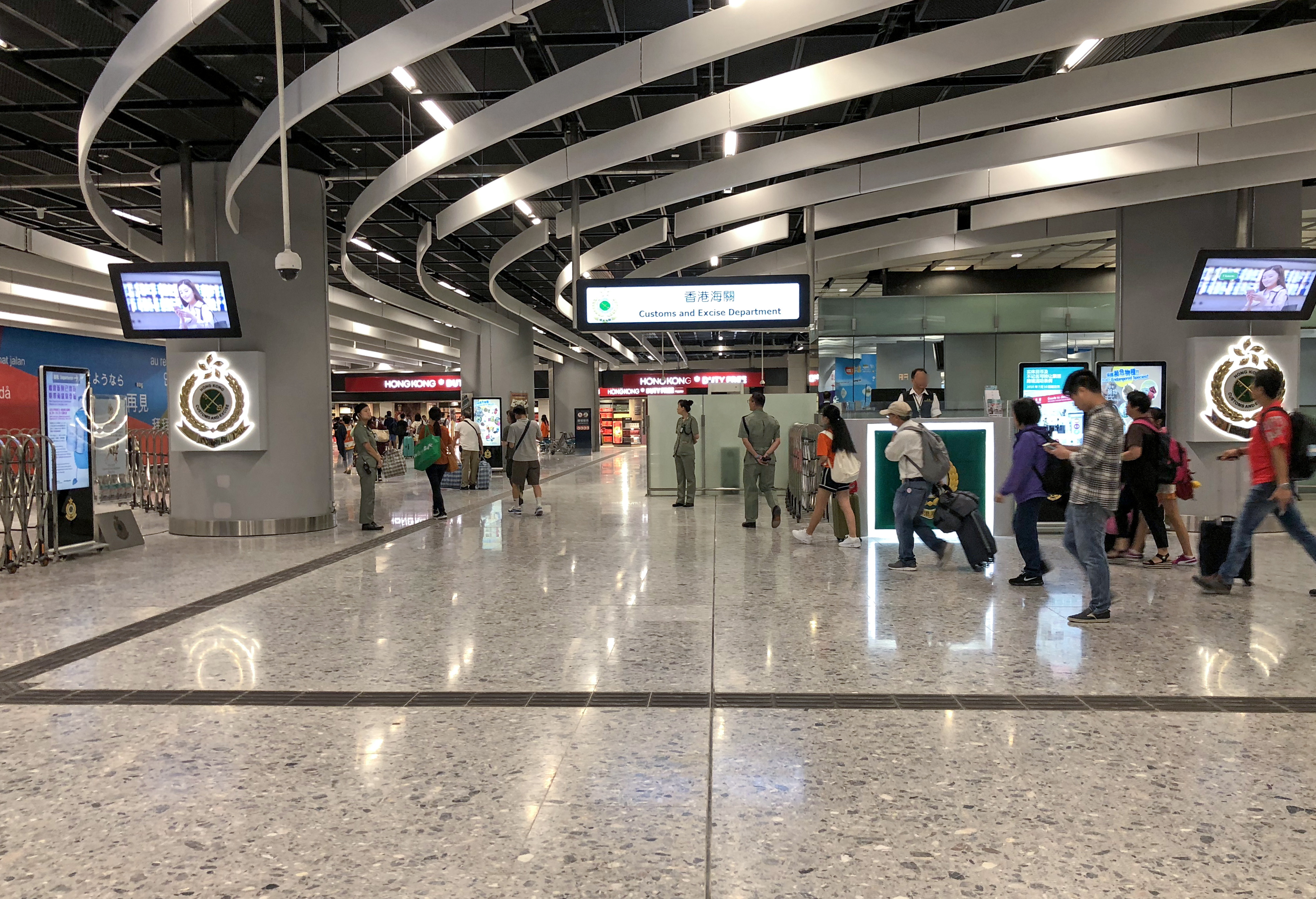
Пограничный контроль
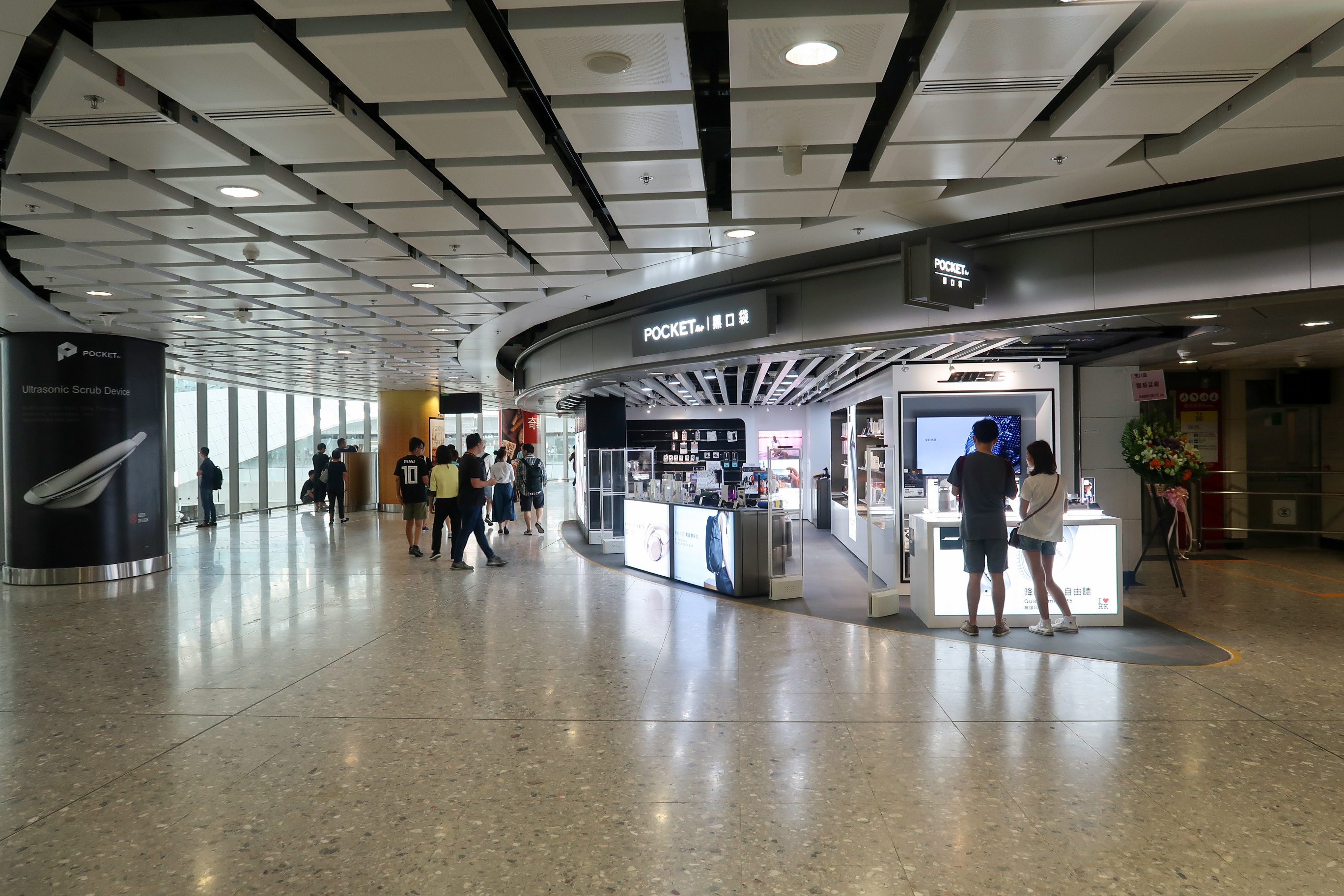
Торговая зона
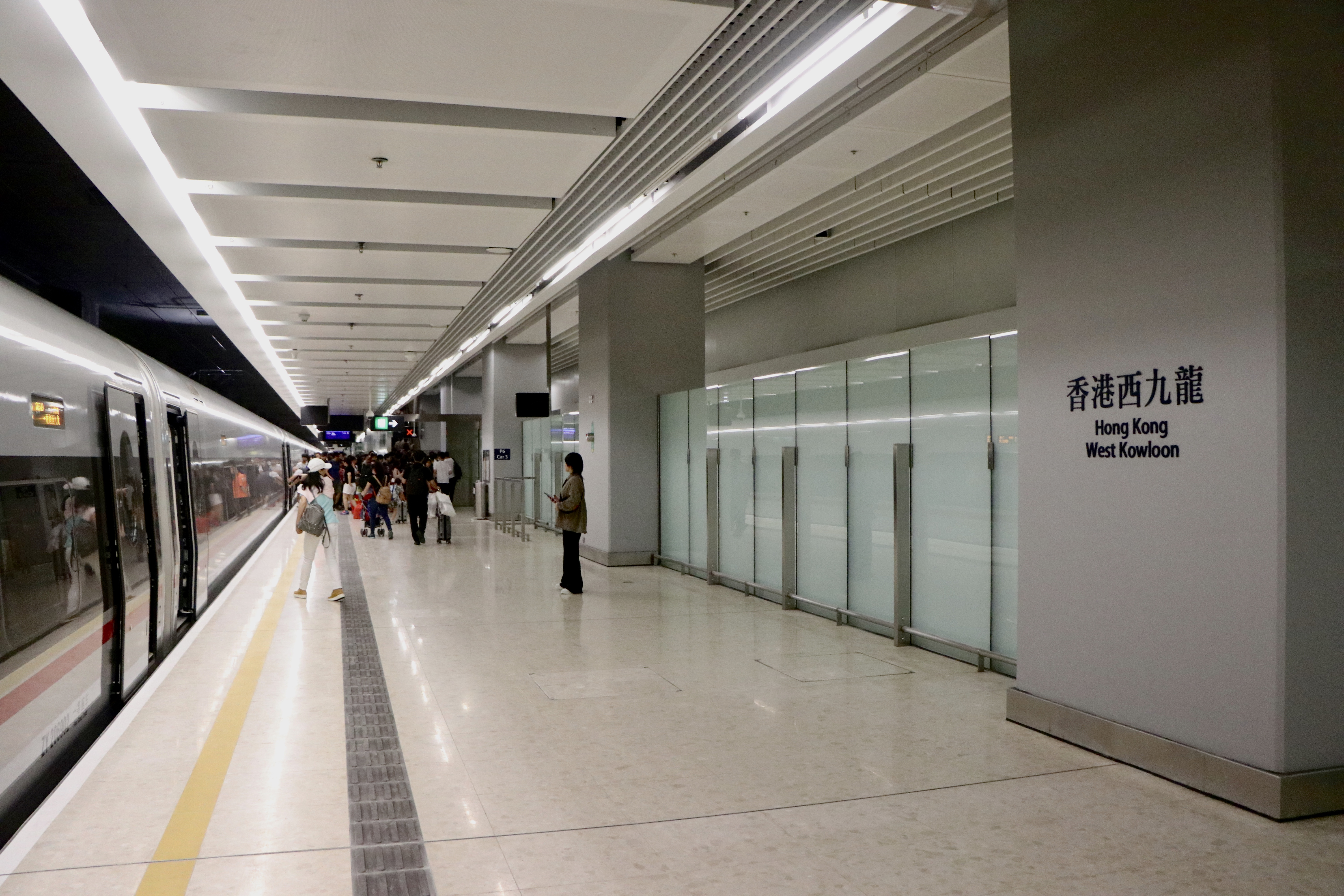
Одна из платформ
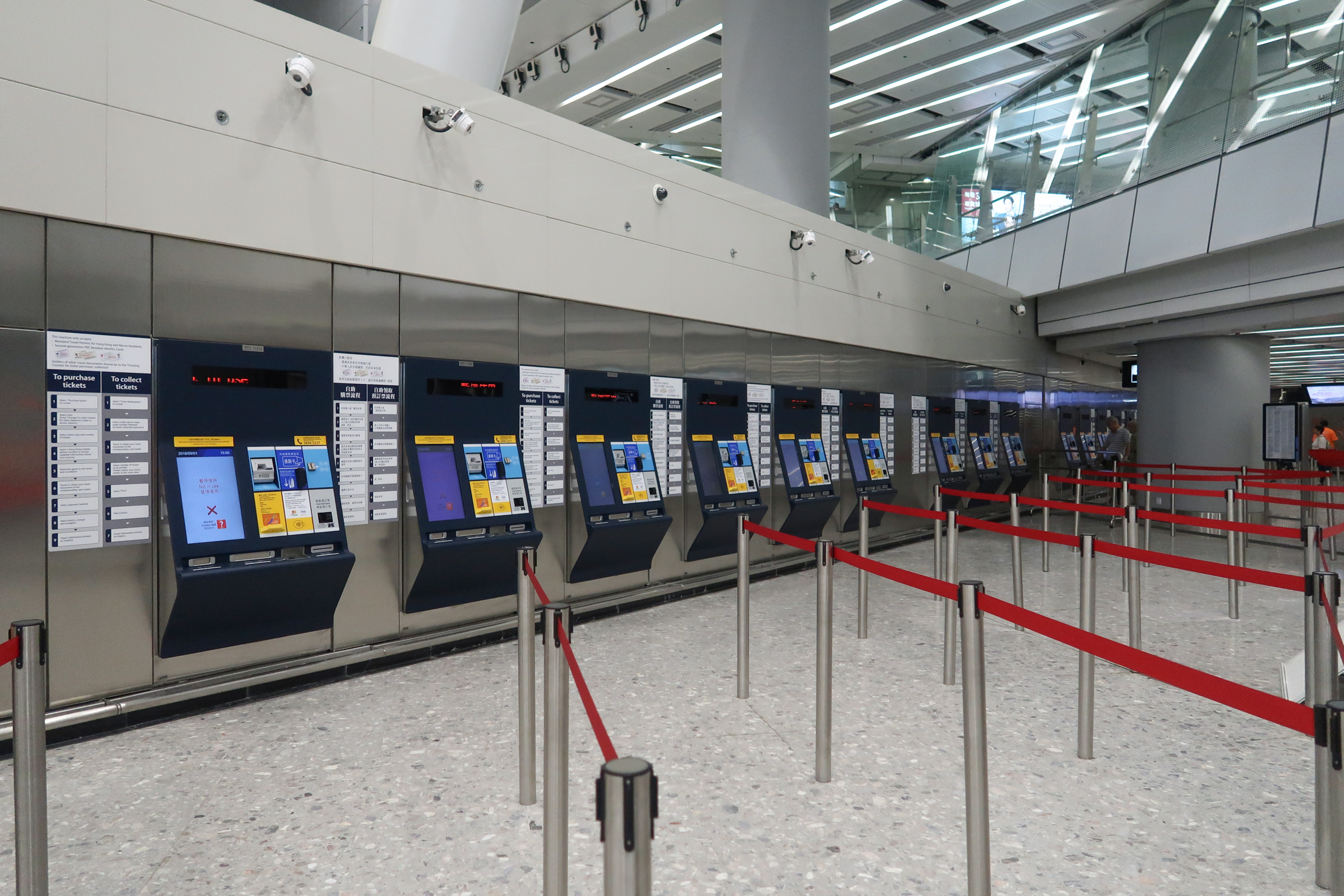
Билетные автоматы
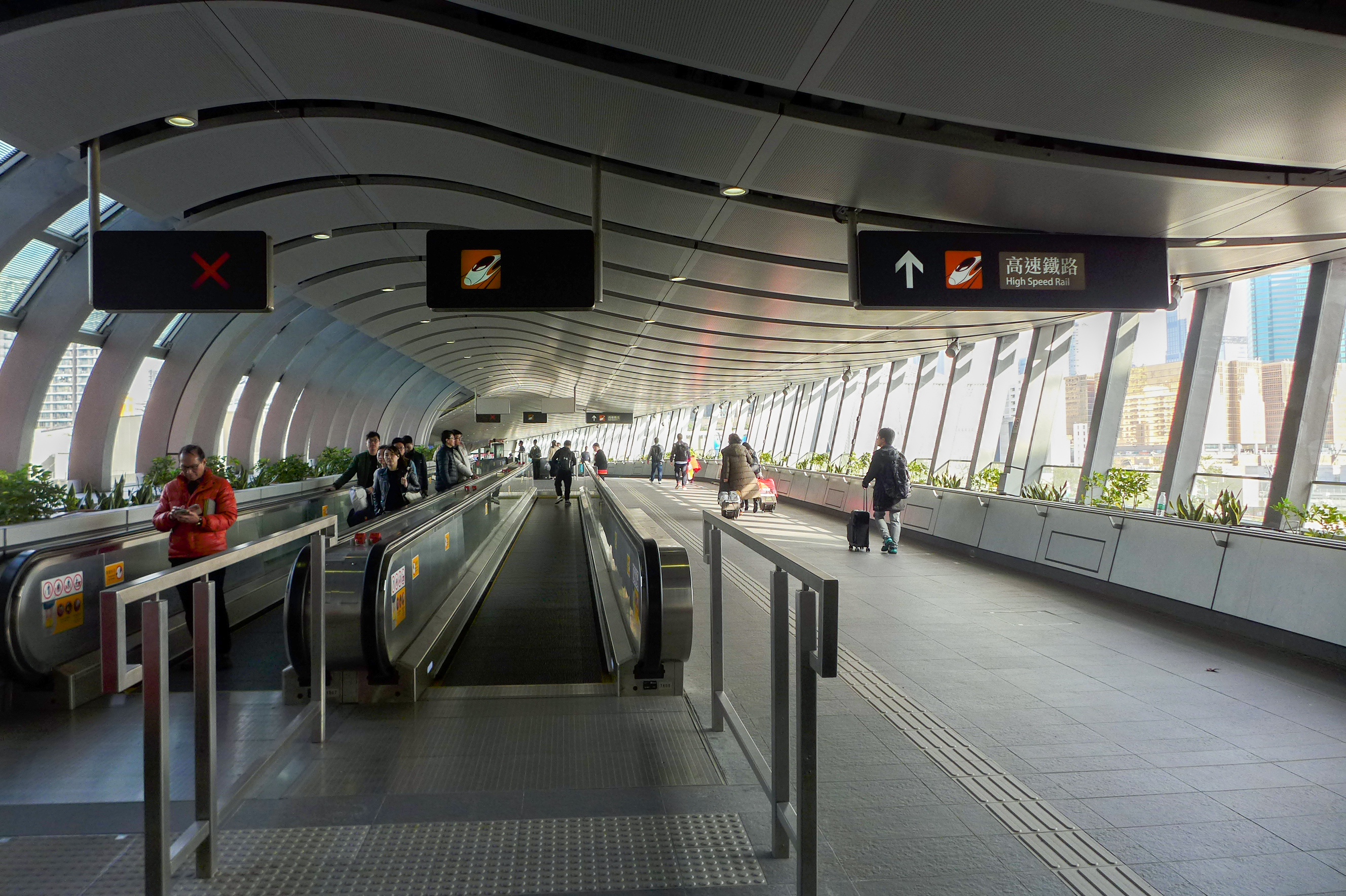
Пешеходный переход
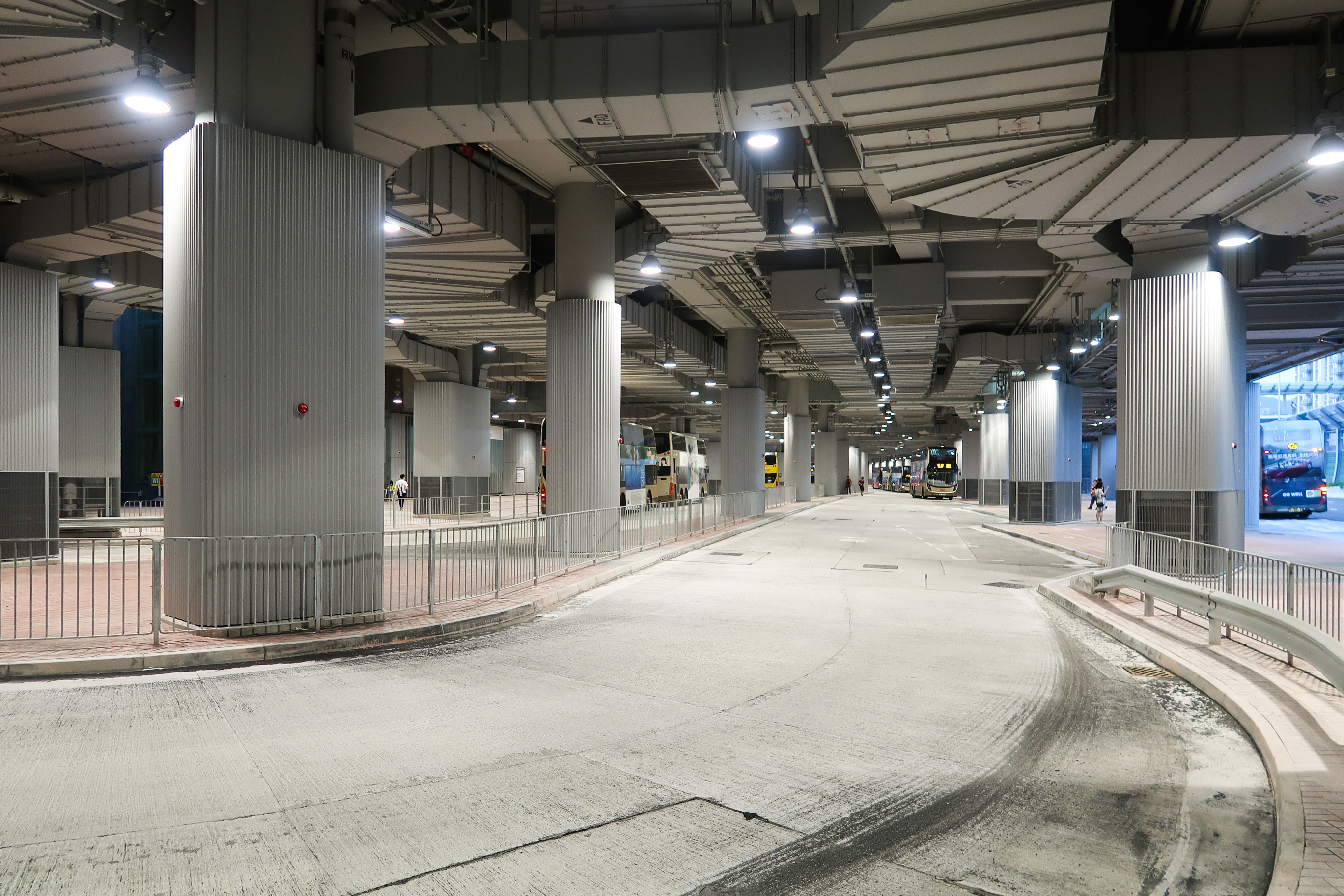
Интерьер автобусной станции
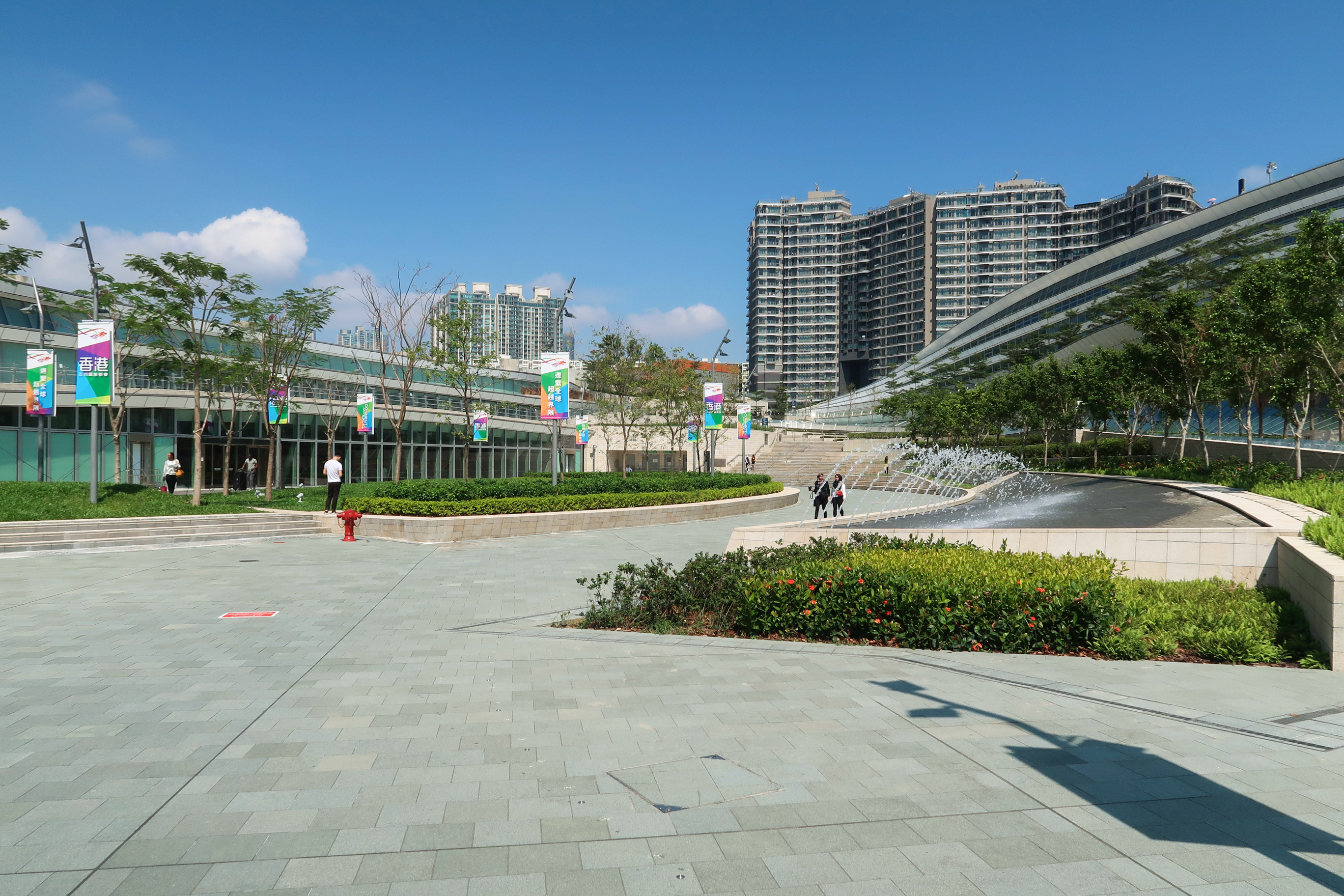
Фонтан у западного фасада
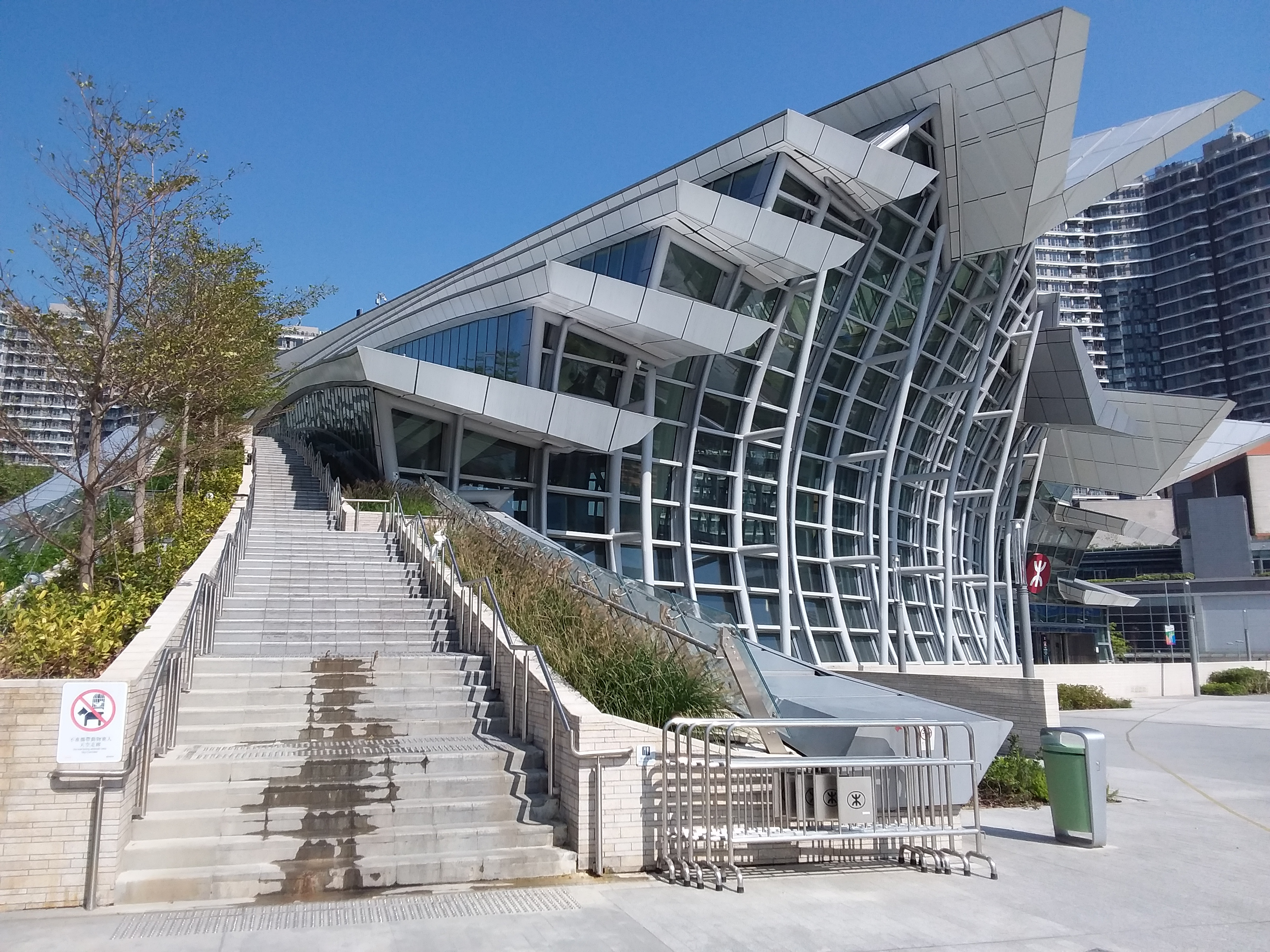
Лестница к саду
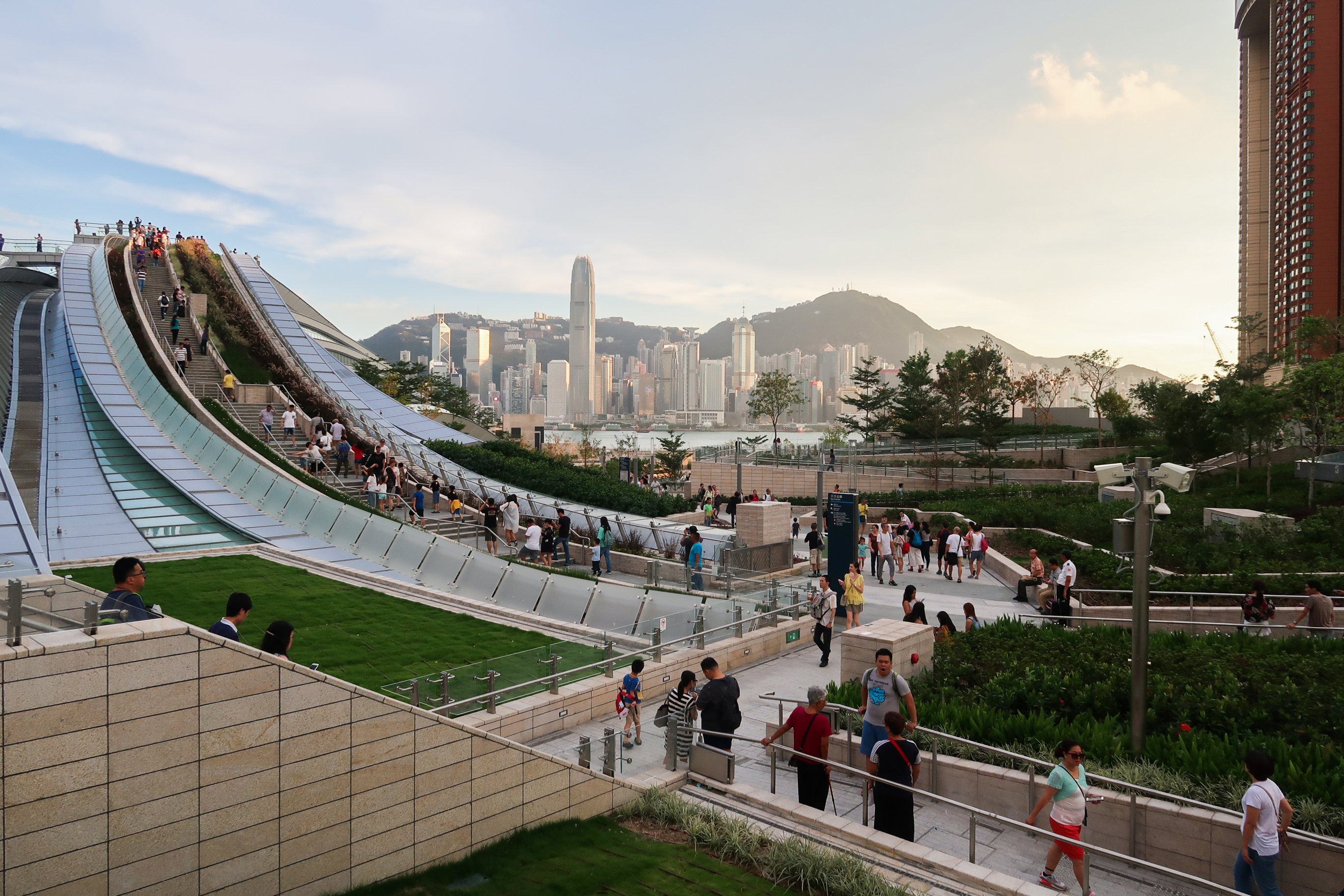
Сад на крыше вокзала
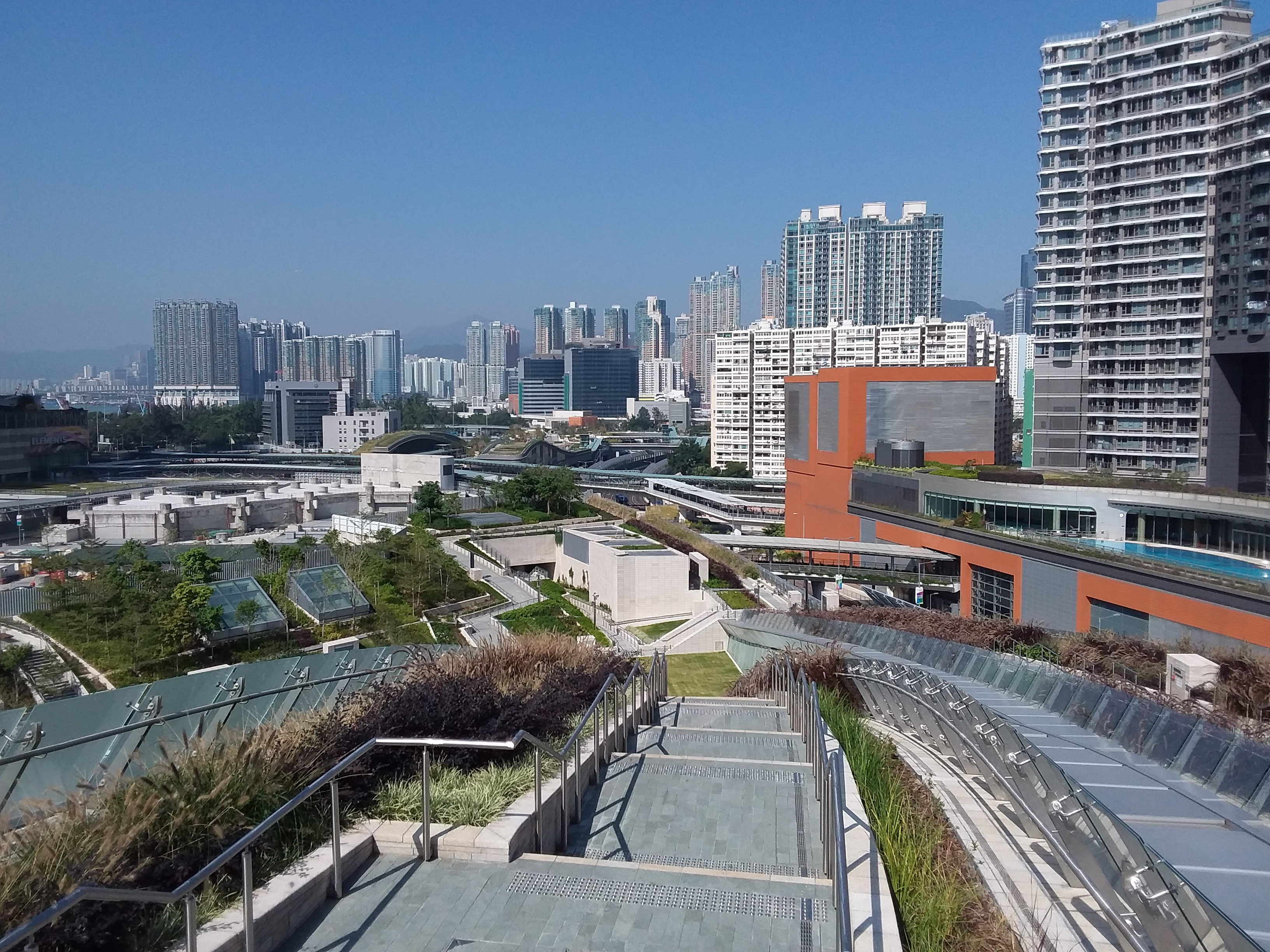
Сад на крыше вокзала
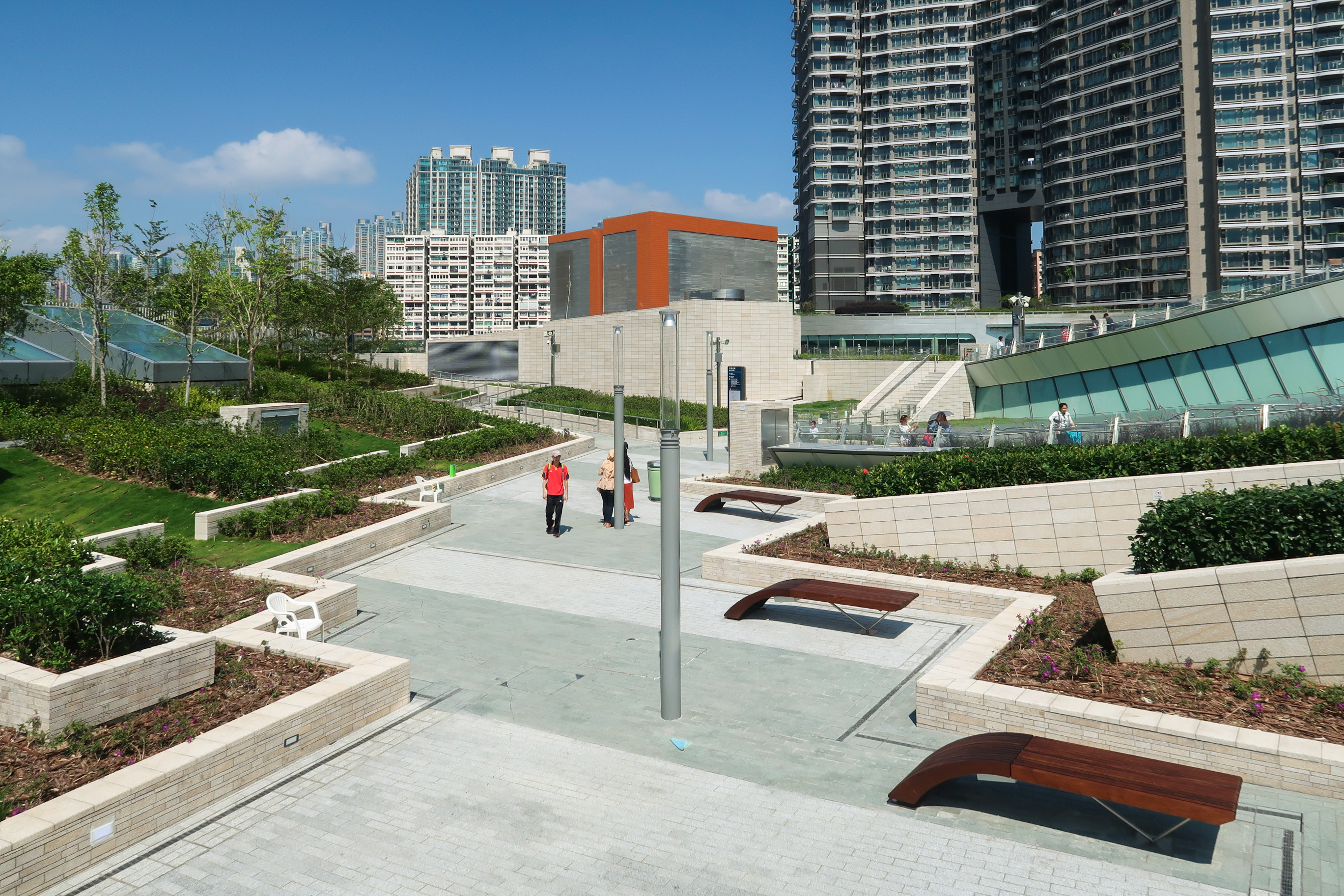
Сад на крыше вокзала
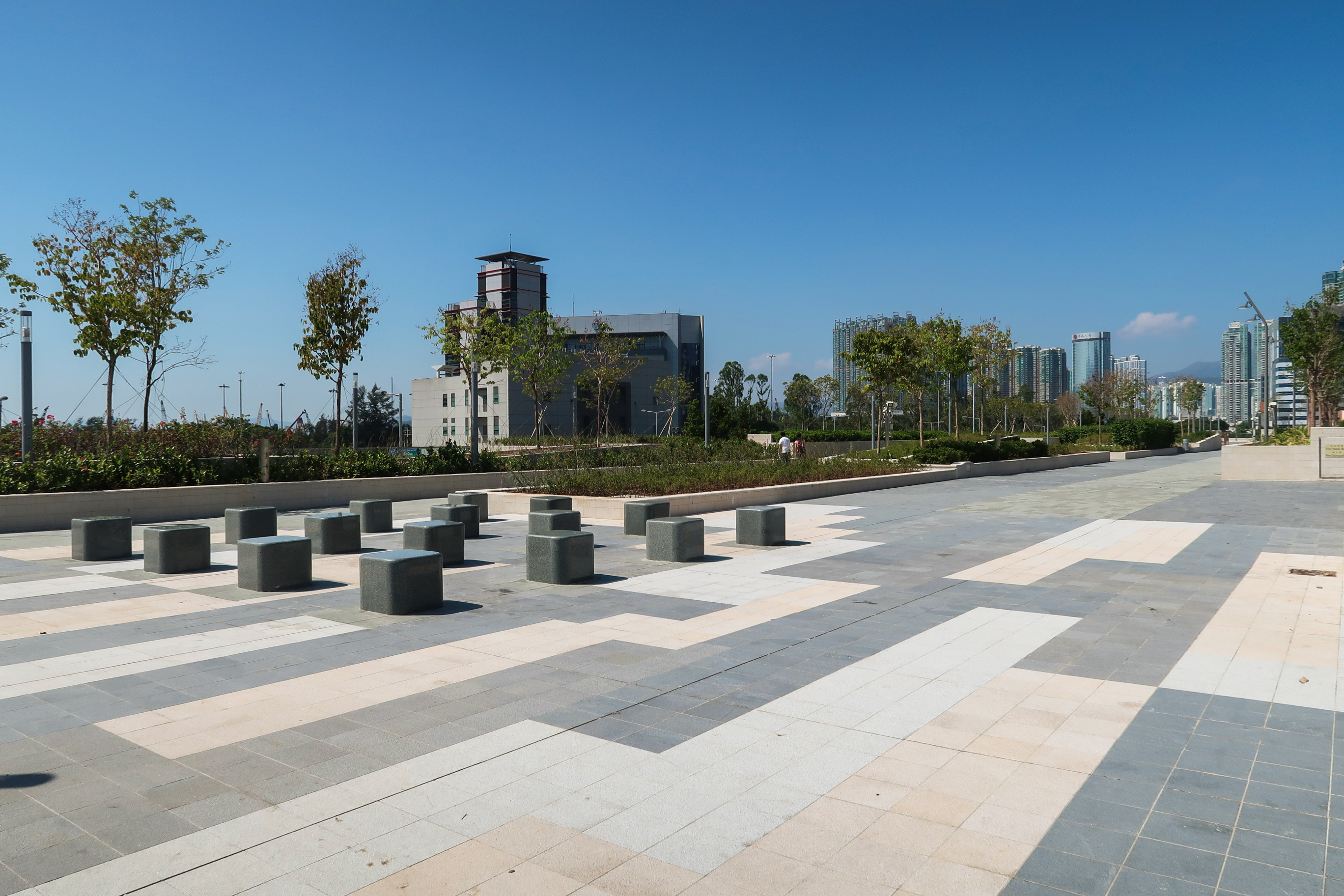
Сад на крыше автобусной станции